# Аристомах Стари
Аристомах Стари (на гръцки: Ἀριστόμαχος; † 240 пр.н.е.) е древногръцки политически деец и тиран на град Аргос. Той най-вероятно е син на управлявалия след 272 г. пр.н.е. тиран Аристип.
Своята власт Аристомах установява над града около 255 г. пр.н.е. с помощта на македонския цар Антигон II Гонат. Благодарение на това в продължение на години Аргос се превръща във верен приятел на Македония и преграда за нарастване на мощта на Ахейския съюз в Пелопонес.
През 249 г. пр.н.е. след като Александър Коринтски се разбунтува срещу македонците и обявява независимост, Аристомах се включва във войната на страната на Антигон и другите негови съюзници като град Атина. След няколко сражения Алексадър му предлага мир срещу плащането на определена сума. Аристомах поставя условие мирното споразумение да важи и за атиняните, което е прието от Александър, но срещу увеличение на цената с 50 таланта. Аргоския тиранин изплаща цялата сума осигурявайки по този начин мир за себе си и за Атина.
През 240 г. пр.н.е. той оцелява след въстание подбудено от Арат Сикионски, но скоро след това е убит от свои роби. След смъртта му властта над Аргос преминава у сина му Аристип. Втори негов син, също носещ името Аристомах, става тиран след смъртта на брат му Аристип през 235 г. пр.н.е.